# Elecciones provinciales de Buenos Aires de 1995
Las elecciones generales de la provincia de Buenos Aires de 1995 tuvieron lugar el domingo 14 de mayo del mencionado año, al mismo tiempo que las elecciones presidenciales y legislativas a nivel nacional. Se realizaron con el objetivo de renovar los cargos de Gobernador y Vicegobernador, así como renovar 46 de las 92 bancas de la Cámara de Diputados y 23 de los 46 escaños de la Cámara de Senadores, conformando los poderes ejecutivo y legislativo de la provincia para el período 1995-1999. Se renovarían asimismo las 134 intendencias y consejos deliberantes de los distintos partidos de la provincia. Fueron las vigésimas primeras elecciones provinciales bonaerenses desde la instauración de sufragio secreto, y las cuartas desde la recuperación de la democracia. Del mismo modo, fueron las primeras desde que la constitución provincial fuese reformada en 1994, habilitando la reelección del gobernador en ejercicio por un período inmediato, por primera vez desde la década de 1950.
El gobernador en funciones Eduardo Duhalde, perteneciente al Partido Justicialista (PJ), pudo presentarse a un segundo mandato gracias a la reforma anteriormente mencionada. Simultáneamente con la amplia reelección lograda por el presidente Carlos Menem, Duhalde resultó reelegido por un margen aún más arrollador, logrando el 56.69 % de los votos, el porcentaje más abultado logrado por un gobernador bonaerense durante el período democrático iniciado en 1983. En segundo lugar, en otro hecho destacable de la jornada, quedó Carlos Auyero, del Partido Demócrata Cristiano (PDC) y apoyado por la coalición de partidos de centroizquierda Frente País Solidario (FREPASO), con el 20.96 % de los votos. De este modo, al igual que ocurrió a nivel nacional, el FREPASO desplazó a la Unión Cívica Radical (UCR) del segundo puesto que ocupaba hasta entonces. La UCR se ubicó tercera, con Pascual Cappelleri como candidato. El hasta entonces tercer partido más fuerte, el Movimiento por la Dignidad y la Independencia (MODIN), sufrió una fuerte debacle al recibir el 2.19 % de los votos, siendo su candidato el antiguo carapintada Emilio Morello. Los demás partidos no superaron el 0.50 %, y la participación fue del 84.00 % del electorado registrado.
Con respecto al plano legislativo, el PJ conservó por aplastante margen su mayoría en ambas cámaras legislativas y se impuso en todas las secciones electorales. Entre los partidos opositores, el resultado fue más mixto y la UCR conservó su segundo puesto, dada su representación parlamentaria previa, y fue la segunda fuerza más votada en la elección de diputados, mas no en la de senadores, donde el FREPASO la superó levemente. A nivel municipal, el PJ triunfó en la mayoría de los distritos, con 91 de los 135 intendentes, la UCR obtuvo 37, y las 7 intendencias restantes cayeron en manos de partidos comunales, sin que el FREPASO consiguiera imponerse en ninguno. Los cargos electos asumieron el 10 de diciembre.

## Renovación legislativa
| Sección Electoral | Cámara de Diputados | Cámara de Diputados | Senado    | Senado    |
| Sección Electoral | Diputados           | A renovar           | Senadores | A renovar |
| ----------------- | ------------------- | ------------------- | --------- | --------- |
| 1                 | 15                  | 15                  | 8         | —         |
| 2                 | 11                  | —                   | 5         | 5         |
| 3                 | 18                  | —                   | 9         | 9         |
| 4                 | 14                  | 14                  | 7         | —         |
| 5                 | 11                  | 11                  | 5         | —         |
| 6                 | 11                  | —                   | 6         | 6         |
| 7                 | 6                   | 6                   | 3         | —         |
| 8 - Capital       | 6                   | —                   | 3         | 3         |
| Total             | 92                  | 46                  | 46        | 23        |

## Resultados

### Gobernador y Vicegobernador
|  | 56,69 % |

|  | 20,96 % |

|  | 17,34 % |

|  | 2,19 % |

|  | 0,50 % |

|  | 0,40 % |

|  | 0,39 % |

|  | 0,39 % |

|  | 0,23 % |

|  | 0,23 % |

|  | 0,19 % |

|  | 0,18 % |

|  | 0,14 % |

|  | 0,14 % |

|  | 0,03 % |

|  | 93,73 % |

|  | 5,83 % |

|  | 0,44 % |

|  | 100 % |

|  | 84,00 % |

### Cámara de Diputados
|  | 52,12 % |

|  | 21,42 % |

|  | 20,65 % |

|  | 2,41 % |

|  | 0,88 % |

|  | 0,47 % |

|  | 0,39 % |

|  | 0,37 % |

|  | 0,26 % |

|  | 0,26 % |

|  | 0,20 % |

|  | 0,19 % |

|  | 0,12 % |

|  | 0,11 % |

|  | 0,04 % |

|  | 0,04 % |

|  | 0,04 % |

|  | 90,67 % |

|  | 8,89 % |

|  | 0,45 % |

|  | 100 % |

|  | 84,00 % |

#### Resultados por secciones electorales

Secciones electorales de Buenos Aires:
1º Sección
2º Sección
3º Sección
4º Sección
5º Sección
6º Sección
7º Sección
8º Sección/Capital

| 1ª Sección Electoral 15 Diputados | 1ª Sección Electoral 15 Diputados             | 1ª Sección Electoral 15 Diputados | 1ª Sección Electoral 15 Diputados | 1ª Sección Electoral 15 Diputados | 1ª Sección Electoral 15 Diputados |
| Partido                           | Partido                                       | Votos                             | %                                 | Bancas                            | Electos |
| --------------------------------- | --------------------------------------------- | --------------------------------- | --------------------------------- | --------------------------------- | --- |
|                                   | Frente Justicialista Federal                  | 1.136.275                         | 53,73                             | 8/15                              | Ver electos: - Eduardo Bustos - Alfredo Antanucci - María Teresa García - Oscar Antonio Palacio - Hugo Marinucci - Patricia Fernández - Santiago Maggiotti - Luis Alfredo Ortega |
|                                   | Frente País Solidario                         | 491.345                           | 23,23                             | 4/15                              | Ver electos: - Guillermo Gustavo Oliver - Alejandro Mosquera - Alberto Briozzo - Graciela Podesta                                                                                |
|                                   | Unión Cívica Radical                          | 344.739                           | 16,30                             | 3/15                              | Ver electos: - Daniel Salvador - Gustavo Posse - Alberto Claudio Giordanelli |
|                                   | Movimiento por la Dignidad y la Independencia | 62.930                            | 2,98                              |                                   | |
|                                   | Unión del Centro Democrático                  | 19.800                            | 0,94                              |                                   | |
|                                   | Partido Comunista                             | 11.481                            | 0,54                              |                                   | |
|                                   | Movimiento Socialista de los Trabajadores     | 10.298                            | 0,49                              |                                   | |
|                                   | Partido Socialista Auténtico                  | 8.613                             | 0,41                              |                                   | |
|                                   | Partido Demócrata Progresista                 | 5.855                             | 0,28                              |                                   | |
|                                   | Partido Solidaridad                           | 5.366                             | 0,25                              |                                   | |
|                                   | Partido Humanista                             | 5.062                             | 0,24                              |                                   | |
|                                   | Movimiento Azul y Blanco                      | 4.014                             | 0,19                              |                                   | |
|                                   | Partido Laborista                             | 3.590                             | 0,17                              |                                   | |
|                                   | Corriente Patria Libre                        | 3.250                             | 0,15                              |                                   | |
|                                   | Movimiento Cristiano Independiente            | 1.348                             | 0,06                              |                                   | |
|                                   | Partido Federal                               | 957                               | 0,05                              |                                   | |
| Votos positivos                   | Votos positivos                               | 2.114.923                         | 91,53                             |                                   | |
| Votos en blanco                   | Votos en blanco                               | 184.838                           | 8,00                              |                                   | |
| Votos nulos                       | Votos nulos                                   | 10.910                            | 0,47                              |                                   | |
| Total de votos                    | Total de votos                                | 2.310.671                         | 100                               |                                   | |
| 4ª Sección Electoral 14 Diputados |                                               |                                   |                                   |                                   | |
| Partido                           | Partido                                       | Votos                             | %                                 | Bancas                            | Electos |
|                                   | Frente Justicialista Federal                  | 152.474                           | 48,03                             | 7/14                              | Ver electos: - Julio Rodríguez - Héctor M. Callegaro - Olga M. B. Arpigiani - Carlos Miguel Díaz - Humberto Manuel Blas - Olga G. Lazzatti - Florencio Randazzo                  |
|                                   | Unión Cívica Radical                          | 111.704                           | 35,19                             | 5/14                              | Ver electos: - Gustavo Daniel Ferrari - Mercedes del C. Puricelli - Luis Eduardo Blanco - Alberto Miguel Ballari - Abel Alejandro de la Plaza                                    |
|                                   | Frente País Solidario                         | 42.212                            | 13,30                             | 2/14                              | - Juan Carlos M. Garello - Aldo Omar San Pedro |
|                                   | Movimiento por la Dignidad y la Independencia | 3.186                             | 1,00                              |                                   | |
|                                   | Partido Solidaridad                           | 1.755                             | 0,55                              |                                   | |
|                                   | Unión del Centro Democrático                  | 1.200                             | 0,38                              |                                   | |
|                                   | Partido Comunista                             | 1.061                             | 0,33                              |                                   | |
|                                   | Partido Socialista Auténtico                  | 918                               | 0,29                              |                                   | |
|                                   | Partido Demócrata Progresista                 | 754                               | 0,24                              |                                   | |
|                                   | Movimiento Azul y Blanco                      | 703                               | 0,22                              |                                   | |
|                                   | Movimiento Socialista de los Trabajadores     | 527                               | 0,17                              |                                   | |
|                                   | Partido Federal                               | 393                               | 0,12                              |                                   | |
|                                   | Partido Humanista                             | 295                               | 0,09                              |                                   | |
|                                   | Frente para la Conciencia Patriótica          | 248                               | 0,08                              |                                   | |
| Votos positivos                   | Votos positivos                               | 317.430                           | 90,89                             |                                   | |
| Votos en blanco                   | Votos en blanco                               | 30.973                            | 8,87                              |                                   | |
| Votos nulos                       | Votos nulos                                   | 855                               | 0,24                              |                                   | |
| Total de votos                    | Total de votos                                | 349.258                           | 100                               |                                   | |
| 5ª Sección Electoral 11 Diputados |                                               |                                   |                                   |                                   | |
| Partido                           | Partido                                       | Votos                             | %                                 | Bancas                            | Electos |
|                                   | Frente Justicialista Federal                  | 285.291                           | 49,12                             | 6/11                              | Ver electos: - Pablo Vacante - Juan Antonio Garivoto - Nora Alicia Chiacchio - Daniel Armando Basile - José Antonio Aloisi - Liliana María Jensen                                |
|                                   | Unión Cívica Radical                          | 163.828                           | 28,21                             | 3/11                              | Ver electos: - Carlos Ricardo Martín - Tomás Alberto Ciocca - Juan José Fioramonti                                                                                               |
|                                   | Frente País Solidario                         | 106.047                           | 18,26                             | 2/11                              | - Miguel Santiago Asselle - Carlos Alberto Nivio |
|                                   | Movimiento por la Dignidad y la Independencia | 8.777                             | 1,51                              |                                   | |
|                                   | Unión del Centro Democrático                  | 6.329                             | 1,09                              |                                   | |
|                                   | Partido Comunista                             | 2.182                             | 0,38                              |                                   | |
|                                   | Partido Socialista Auténtico                  | 1.915                             | 0,33                              |                                   | |
|                                   | Partido Demócrata Progresista                 | 1.388                             | 0,24                              |                                   | |
|                                   | Movimiento Socialista de los Trabajadores     | 1.280                             | 0,22                              |                                   | |
|                                   | Partido Solidaridad                           | 917                               | 0,16                              |                                   | |
|                                   | Partido Humanista                             | 914                               | 0,16                              |                                   | |
|                                   | Movimiento Azul y Blanco                      | 754                               | 0,13                              |                                   | |
|                                   | Corriente Patria Libre                        | 639                               | 0,11                              |                                   | |
|                                   | Frente para la Conciencia Patriótica          | 583                               | 0,10                              |                                   | |
| Votos positivos                   | Votos positivos                               | 580.844                           | 87,93                             |                                   | |
| Votos en blanco                   | Votos en blanco                               | 76.498                            | 11,58                             |                                   | |
| Votos nulos                       | Votos nulos                                   | 3.206                             | 0,49                              |                                   | |
| Total de votos                    | Total de votos                                | 660.548                           | 100                               |                                   | |
| 7ª Sección Electoral 6 Diputados  |                                               |                                   |                                   |                                   | |
| Partido                           | Partido                                       | Votos                             | %                                 | Bancas                            | Electos |
|                                   | Frente Justicialista Federal                  | 79.092                            | 49,78                             | 3/6                               | Ver electos: - Juan Manuel García Blanco - Isidoro Roberto Laso - Aldo Rubén Sivero                                                                                              |
|                                   | Unión Cívica Radical                          | 59.341                            | 37,35                             | 3/6                               | Ver electos: - Francisco José Ferro - Mario Emilio Lázaro - Mario Alejandro Menchaca                                                                                             |
|                                   | Frente País Solidario                         | 15.520                            | 9,77                              |                                   | |
|                                   | Movimiento por la Dignidad y la Independencia | 1.652                             | 1,04                              |                                   | |
|                                   | Movimiento Azul y Blanco                      | 571                               | 0,36                              |                                   | |
|                                   | Unión del Centro Democrático                  | 498                               | 0,31                              |                                   | |
|                                   | Partido Socialista Auténtico                  | 441                               | 0,28                              |                                   | |
|                                   | Movimiento Socialista de los Trabajadores     | 379                               | 0,24                              |                                   | |
|                                   | Frente para la Conciencia Patriótica          | 333                               | 0,21                              |                                   | |
|                                   | Partido Demócrata Progresista                 | 326                               | 0,21                              |                                   | |
|                                   | Partido Comunista                             | 289                               | 0,18                              |                                   | |
|                                   | Partido Solidaridad                           | 246                               | 0,15                              |                                   | |
|                                   | Partido Humanista                             | 194                               | 0,12                              |                                   | |
| Votos positivos                   | Votos positivos                               | 158.882                           | 89,18                             |                                   | |
| Votos en blanco                   | Votos en blanco                               | 18.580                            | 10,43                             |                                   | |
| Votos nulos                       | Votos nulos                                   | 702                               | 0,39                              |                                   | |
| Total de votos                    | Total de votos                                | 178.164                           | 100                               |                                   | |

### Cámara de Senadores
|  | 53,71 % |

|  | 22,35 % |

|  | 18,30 % |

|  | 2,20 % |

|  | 0,63 % |

|  | 0,53 % |

|  | 0,48 % |

|  | 0,29 % |

|  | 0,28 % |

|  | 0,26 % |

|  | 0,23 % |

|  | 0,22 % |

|  | 0,20 % |

|  | 0,17 % |

|  | 0,13 % |

|  | 0,02 % |

|  | 92,04 % |

|  | 7,51 % |

|  | 0,45 % |

|  | 100 % |

|  | 84,06 % |

#### Resultados por secciones electorales
| 2ª Sección Electoral 5 Senadores         | 2ª Sección Electoral 5 Senadores              | 2ª Sección Electoral 5 Senadores | 2ª Sección Electoral 5 Senadores | 2ª Sección Electoral 5 Senadores | 2ª Sección Electoral 5 Senadores                                                                                     |
| Partido                                  | Partido                                       | Votos                            | %                                | Bancas                           | Electos |
| ---------------------------------------- | --------------------------------------------- | -------------------------------- | -------------------------------- | -------------------------------- | --- |
|                                          | Frente Justicialista Federal                  | 163.936                          | 49,22                            | 3/5                              | Ver electos: - José María Díaz Bancalari - Daniel Néstor Bolinaga - Adriana María Cudos                              |
|                                          | Unión Cívica Radical                          | 74.823                           | 22,47                            | 1/5                              | - Jorge Eduardo Young                                                                                                |
|                                          | Frente País Solidario                         | 74.360                           | 22,33                            | 1/5                              | - Pedro Horacio Courtial                                                                                             |
|                                          | Movimiento por la Dignidad y la Independencia | 5.327                            | 1,60                             |                                  | |
|                                          | Partido Socialista Auténtico                  | 3.616                            | 1,09                             |                                  | |
|                                          | Partido Solidaridad                           | 2.837                            | 0,85                             |                                  | |
|                                          | Movimiento Azul y Blanco                      | 1.929                            | 0,58                             |                                  | |
|                                          | Partido Comunista                             | 1.383                            | 0,42                             |                                  | |
|                                          | Partido Demócrata Progresista                 | 1.220                            | 0,37                             |                                  | |
|                                          | Unión del Centro Democrático                  | 1.151                            | 0,35                             |                                  | |
|                                          | Movimiento Socialista de los Trabajadores     | 996                              | 0,30                             |                                  | |
|                                          | Movimiento Cristiano Independiente            | 563                              | 0,17                             |                                  | |
|                                          | Partido Humanista                             | 500                              | 0,15                             |                                  | |
|                                          | Frente para la Conciencia Patriótica          | 397                              | 0,12                             |                                  | |
| Votos positivos                          | Votos positivos                               | 333.038                          | 91,33                            |                                  | |
| Votos en blanco                          | Votos en blanco                               | 30.378                           | 8,33                             |                                  | |
| Votos nulos                              | Votos nulos                                   | 1.255                            | 0,34                             |                                  | |
| Total de votos                           | Total de votos                                | 364.671                          | 100                              |                                  | |
| 3ª Sección Electoral 9 Senadores         |                                               |                                  |                                  |                                  | |
| Partido                                  | Partido                                       | Votos                            | %                                | Bancas                           | Electos |
|                                          | Frente Justicialista Federal                  | 1.192.115                        | 55,32                            | 5/9                              | Ver electos: - Alberto Balestrini - José Pallarés - Reinaldo Alfredo Pierri - Luis Esteban Genoud - Aníbal Fernández |
|                                          | Frente País Solidario                         | 509.317                          | 23,63                            | 2/9                              | - Jorge Daniel Drkos - Eduardo Sigal                                                                                 |
|                                          | Unión Cívica Radical                          | 317.274                          | 14,72                            | 2/9                              | - Eduardo Rubén Florio - Ezequiel Juan Rizzi                                                                         |
|                                          | Movimiento por la Dignidad y la Independencia | 59.709                           | 2,77                             |                                  | |
|                                          | Partido Comunista                             | 14.931                           | 0,69                             |                                  | |
|                                          | Movimiento Socialista de los Trabajadores     | 11.895                           | 0,55                             |                                  | |
|                                          | Partido Socialista Auténtico                  | 10.124                           | 0,47                             |                                  | |
|                                          | Unión del Centro Democrático                  | 6.083                            | 0,28                             |                                  | |
|                                          | Partido Laborista                             | 5.823                            | 0,27                             |                                  | |
|                                          | Partido Humanista                             | 5.451                            | 0,25                             |                                  | |
|                                          | Partido Solidaridad                           | 5.257                            | 0,24                             |                                  | |
|                                          | Partido Demócrata Progresista                 | 5.160                            | 0,24                             |                                  | |
|                                          | Movimiento Cristiano Independiente            | 4.312                            | 0,20                             |                                  | |
|                                          | Movimiento Azul y Blanco                      | 3.959                            | 0,18                             |                                  | |
|                                          | Corriente Patria Libre                        | 3.624                            | 0,17                             |                                  | |
| Votos positivos                          | Votos positivos                               | 2.155.034                        | 92,83                            |                                  | |
| Votos en blanco                          | Votos en blanco                               | 155.677                          | 6,71                             |                                  | |
| Votos nulos                              | Votos nulos                                   | 10.879                           | 0,47                             |                                  | |
| Total de votos                           | Total de votos                                | 2.321.590                        | 100                              |                                  | |
| 6ª Sección Electoral 6 Senadores         |                                               |                                  |                                  |                                  | |
| Partido                                  | Partido                                       | Votos                            | %                                | Bancas                           | Electos |
|                                          | Frente Justicialista Federal                  | 184.445                          | 52,08                            | 4/6                              | Ver electos: - Alejandro Hugo Corvatta - Haroldo Amado Lebed - Alicia Beatriz Fernández - Jorge Oscar Scoccia        |
|                                          | Unión Cívica Radical                          | 109.553                          | 30,94                            | 2/6                              | - Juan Carlos Mosca - Luis Félix Speroni                                                                             |
|                                          | Frente País Solidario                         | 48.134                           | 13,59                            |                                  | |
|                                          | Movimiento por la Dignidad y la Independencia | 3.624                            | 1,02                             |                                  | |
|                                          | Unión del Centro Democrático                  | 1.712                            | 0,48                             |                                  | |
|                                          | Partido Socialista Auténtico                  | 1.518                            | 0,43                             |                                  | |
|                                          | Partido Comunista                             | 1.200                            | 0,34                             |                                  | |
|                                          | Partido Demócrata Progresista                 | 795                              | 0,22                             |                                  | |
|                                          | Movimiento Socialista de los Trabajadores     | 772                              | 0,22                             |                                  | |
|                                          | Movimiento Azul y Blanco                      | 666                              | 0,19                             |                                  | |
|                                          | Partido Laborista                             | 583                              | 0,16                             |                                  | |
|                                          | Partido Humanista                             | 579                              | 0,16                             |                                  | |
|                                          | Frente para la Conciencia Patriótica          | 289                              | 0,08                             |                                  | |
|                                          | Partido Solidaridad                           | 267                              | 0,08                             |                                  | |
| Votos positivos                          | Votos positivos                               | 354.137                          | 88,48                            |                                  | |
| Votos en blanco                          | Votos en blanco                               | 44.593                           | 11,14                            |                                  | |
| Votos nulos                              | Votos nulos                                   | 1.521                            | 0,38                             |                                  | |
| Total de votos                           | Total de votos                                | 400.251                          | 100                              |                                  | |
| 8ª Sección Electoral/Capital 3 Senadores |                                               |                                  |                                  |                                  | |
| Partido                                  | Partido                                       | Votos                            | %                                | Bancas                           | Electos |
|                                          | Frente Justicialista Federal                  | 138.087                          | 48,74                            | 3/3                              | Ver electos: - Juan José Amondarain - Carlos Alberto Martínez - María Inés Fusaroli                                  |
|                                          | Unión Cívica Radical                          | 70.330                           | 24,83                            |                                  | |
|                                          | Frente País Solidario                         | 66.662                           | 23,53                            |                                  | |
|                                          | Partido Comunista                             | 2.149                            | 0,76                             |                                  | |
|                                          | Partido Socialista Auténtico                  | 1.462                            | 0,52                             |                                  | |
|                                          | Movimiento Socialista de los Trabajadores     | 1.309                            | 0,46                             |                                  | |
|                                          | Partido Demócrata Progresista                 | 1.040                            | 0,37                             |                                  | |
|                                          | Partido Humanista                             | 580                              | 0,20                             |                                  | |
|                                          | Movimiento Cristiano Independiente            | 526                              | 0,19                             |                                  | |
|                                          | Partido Solidaridad                           | 407                              | 0,14                             |                                  | |
|                                          | Corriente Patria Libre                        | 400                              | 0,14                             |                                  | |
|                                          | Movimiento Azul y Blanco                      | 334                              | 0,12                             |                                  | |
| Votos positivos                          | Votos positivos                               | 283.286                          | 91,60                            |                                  | |
| Votos en blanco                          | Votos en blanco                               | 24.483                           | 7,92                             |                                  | |
| Votos nulos                              | Votos nulos                                   | 1.492                            | 0,48                             |                                  | |
| Total de votos                           | Total de votos                                | 309.261                          | 100                              |                                  | |

## Elecciones municipales
Las elecciones municipales de la provincia de Buenos Aires de 1995 se realizaron el 14 de mayo de 1995. Se eligieron 134 intendentes,  concejales y consejeros escolares.
| Municipio                                               | Intendente electo              | Partido | Partido                                        | Alianza | Alianza                      |
| ------------------------------------------------------- | ------------------------------ | ------- | ---------------------------------------------- | ------- | ---------------------------- |
| Adolfo Alsina                                           | Oscar Daniel Bonjour           |         | Partido Justicialista                          |         | Frente Justicialista Federal |
| Adolfo Gonzales Chaves                                  | Carlos Américo González        |         | Partido Justicialista                          |         | Frente Justicialista Federal |
| Alberti                                                 | Rubén Oscar Gamba R            |         | Unión Cívica Radical                           |         | —                            |
| Almirante Brown                                         | Hebe Aurora Maruco             |         | Partido Justicialista                          |         | Frente Justicialista Federal |
| Arrecifes                                               | Orlando Pederiva               |         | Partido Justicialista                          |         | Frente Justicialista Federal |
| Avellaneda                                              | Baldomero Álvarez de Olivera R |         | Partido Justicialista                          |         | Frente Justicialista Federal |
| Ayacucho                                                | Luis Alfredo Ilarregui R       |         | Partido Justicialista                          |         | Frente Justicialista Federal |
| Azul                                                    | Juan Atilio Barberena          |         | Partido Justicialista                          |         | Frente Justicialista Federal |
| Bahía Blanca                                            | Jaime Linares R                |         | Unión Cívica Radical                           |         | —                            |
| Balcarce                                                | José Luis Pérez R              |         | Partido Justicialista                          |         | Frente Justicialista Federal |
| Baradero                                                | Pedro Alberto Carossi R        |         | Partido Justicialista                          |         | Frente Justicialista Federal |
| Bartolomé Mitre                                         | Orlando Antonio Pederiva       |         | Partido Justicialista                          |         | Frente Justicialista Federal |
| Benito Juárez                                           | Rafael Magnanini               |         | Partido Justicialista                          |         | Frente Justicialista Federal |
| Berazategui                                             | Carlos Alberto Infanzón        |         | Partido Justicialista                          |         | Frente Justicialista Federal |
| Berisso                                                 | Néstor Daniel Juzwa            |         | Partido Justicialista                          |         | Frente Justicialista Federal |
| Bolívar                                                 | Juan Carlos Simón              |         | Unión Cívica Radical                           |         | —                            |
| Bragado                                                 | Orlando Alberto Costa          |         | Unión Cívica Radical                           |         | —                            |
| Brandsen                                                | Carlos Alberto García          |         | Unión Cívica Radical                           |         | —                            |
| Campana (ver detalle)                                   | Jorge Rubén Varela             |         | Partido Justicialista                          |         | Frente Justicialista Federal |
| Cañuelas                                                | Héctor Leonardo Rivarola       |         | Unión Cívica Radical                           |         | —                            |
| Capitán Sarmiento                                       | Oscar Darío Ostoich            |         | Partido Justicialista                          |         | Frente Justicialista Federal |
| Carlos Casares                                          | Vicente Rodolfo Caprioli       |         | Partido Justicialista                          |         | Frente Justicialista Federal |
| Carlos Tejedor                                          | Carlos Rivas R                 |         | Unión Cívica Radical                           |         | —                            |
| Carmen de Areco                                         | Santiago Luis Pignataro R      |         | Partido Justicialista                          |         | Frente Justicialista Federal |
| Castelli                                                | Ricardo A. Gonzalez Orono      |         | Partido Justicialista                          |         | Frente Justicialista Federal |
| Chacabuco                                               | Julián Andrés Domínguez        |         | Partido Justicialista                          |         | Frente Justicialista Federal |
| Chascomús                                               | Norberto Aníbal Fernandino     |         | Partido Justicialista                          |         | Frente Justicialista Federal |
| Chivilcoy                                               | Rodolfo Bardengo               |         | Unión Cívica Radical                           |         | —                            |
| Colón                                                   | Carlos Alberto Mazzieri        |         | Partido Justicialista                          |         | Frente Justicialista Federal |
| Coronel Dorrego                                         | Pedro Juan Testani             |         | Partido Justicialista                          |         | Frente Justicialista Federal |
| Coronel Pringles                                        | Aldo Luis Mensi                |         | Unión Cívica Radical                           |         | —                            |
| Coronel Rosales                                         | Jorge Osvaldo Izarra           |         | Partido Justicialista                          |         | Frente Justicialista Federal |
| Coronel Suárez                                          | Ricardo Moccero                |         | Movimiento para la Victoria                    |         | Vecinalismo                  |
| Daireaux                                                | Luis Alberto Oliver            |         | Unión Cívica Radical                           |         | —                            |
| Dolores                                                 | Alfredo César Meckievi R       |         | Partido Justicialista                          |         | Frente Justicialista Federal |
| Ensenada (ver detalle)                                  | Adalberto Rodolfo Del Negro R  |         | Partido Justicialista                          |         | Frente Justicialista Federal |
| Escobar (ver detalle)                                   | Luis Abelardo Patti            |         | Partido Justicialista                          |         | Frente Justicialista Federal |
| Esteban Echeverría                                      | Alberto Groppi                 |         | Partido Justicialista                          |         | Frente Justicialista Federal |
| Exaltación de la Cruz                                   | Ricardo Ángel Bozzani R        |         | Defensa Comunal de Exaltación de la Cruz       |         | Frente Justicialista Federal |
| Ezeiza                                                  | Alejandro Granados             |         | Partido Justicialista                          |         | Frente Justicialista Federal |
| Florencio Varela                                        | Julio César Pereyra            |         | Partido Justicialista                          |         | Frente Justicialista Federal |
| Florentino Ameghino                                     | Patricio Antonio García R      |         | Partido Justicialista                          |         | Frente Justicialista Federal |
| General Alvarado                                        | Enrique Marcelo Honores        |         | Unión Cívica Radical                           |         | —                            |
| General Alvear                                          | Juan Carlos Gómez              |         | Partido Justicialista                          |         | Frente Justicialista Federal |
| General Arenales                                        | Rodolfo Remo Arata             |         | Unión Cívica Radical                           |         | —                            |
| General Belgrano                                        | Orfilio Ricardo Buiraz         |         | Partido Justicialista                          |         | Frente Justicialista Federal |
| General Guido                                           | Aníbal Eugenio Loubet R        |         | Unión Cívica Radical                           |         | —                            |
| General La Madrid                                       | Juan Carlos Pellitta R         |         | Partido Justicialista                          |         | Frente Justicialista Federal |
| General Las Heras                                       | Juan Carlos Caló R             |         | Partido Justicialista                          |         | Frente Justicialista Federal |
| General Lavalle                                         | Osvaldo Jorge Goicoechea       |         | Partido Justicialista                          |         | Frente Justicialista Federal |
| General Madariaga                                       | Raúl Adrián Mircovich          |         | Partido Justicialista                          |         | Frente Justicialista Federal |
| General Paz                                             | Edgardo Juan Uribarri          |         | Partido Justicialista                          |         | Frente Justicialista Federal |
| General Pinto (ver detalle)                             | Luis Alberto Bruni R           |         | Unión Cívica Radical                           |         | —                            |
| General Pueyrredón (ver detalle)                        | Blas Aurelio Primo Aprile      |         | Unión Cívica Radical                           |         | —                            |
| General Rodríguez                                       | Oscar Jorge Di Landro R        |         | Partido Justicialista                          |         | Frente Justicialista Federal |
| General San Martín (ver detalle)                        | Antonio César Libonati R       |         | Partido Justicialista                          |         | Frente Justicialista Federal |
| General Viamonte                                        | Juan Carlos Bartoletti         |         | Partido Justicialista                          |         | Frente Justicialista Federal |
| General Villegas                                        | Gilberto Oscar Alegre          |         | Partido Justicialista                          |         | Frente Justicialista Federal |
| Guaminí                                                 | Miguel Ángel García Mérida R   |         | Partido Justicialista                          |         | Frente Justicialista Federal |
| Hipólito Yrigoyen                                       | Enrique Tkacik                 |         | Unión Cívica Radical                           |         | —                            |
| Hurlingham                                              | Juan José Álvarez              |         | Partido Justicialista                          |         | Frente Justicialista Federal |
| Ituzaingó                                               | Alberto Daniel Descalzo        |         | Partido Justicialista                          |         | Frente Justicialista Federal |
| José C. Paz                                             | Rubén Oscar Glaría             |         | Partido Justicialista                          |         | Frente Justicialista Federal |
| Junín                                                   | Abel Paulino Miguel R          |         | Unión Cívica Radical                           |         | —                            |
| La Costa                                                | Guillermo Arturo Magadan       |         | Unión Cívica Radical                           |         | —                            |
| La Matanza (ver detalle)                                | Héctor Carlos Cozzi R          |         | Partido Justicialista                          |         | Frente Justicialista Federal |
| La Plata (ver detalle)                                  | Julio César Alak R             |         | Partido Justicialista                          |         | Frente Justicialista Federal |
| Lanús                                                   | Manuel Quindimil R             |         | Partido Justicialista                          |         | Frente Justicialista Federal |
| Laprida                                                 | Alfredo Gabriel Irigoin R      |         | Unión Cívica Radical                           |         | —                            |
| Las Flores                                              | Antonio Ubaldo Lizarraga R     |         | Unión Cívica Radical                           |         | —                            |
| Leandro N. Alem                                         | Gerardo Daniel Vignudo         |         | Partido Justicialista                          |         | Frente Justicialista Federal |
| Lincoln                                                 | Eduardo Donato Mango R         |         | Unión Cívica Radical                           |         | —                            |
| Lobería                                                 | Ricardo Javier Jano            |         | Unión Cívica Radical                           |         | —                            |
| Lobos                                                   | Juan Erriest                   |         | Unión Vecinal Conservadora de Lobos            |         | Vecinalismo                  |
| Lomas de Zamora                                         | Juan Bruno Tavano R            |         | Partido Justicialista                          |         | Frente Justicialista Federal |
| Luján                                                   | Miguel Ángel Prince            |         | Partido Justicialista                          |         | Frente Justicialista Federal |
| Magdalena                                               | Juan Oscar Sibetti             |         | Unión Cívica Radical                           |         | —                            |
| Maipú                                                   | Raúl José Bozzano R            |         | Partido Justicialista                          |         | Frente Justicialista Federal |
| Malvinas Argentinas (ver detalle)                       | Jesús Cataldo Cariglino        |         | Partido Justicialista                          |         | Frente Justicialista Federal |
| Mar Chiquita                                            | Norberto A. Hegoburu           |         | Partido Justicialista                          |         | Frente Justicialista Federal |
| Marcos Paz                                              | Enrique Jaime Salzmann R       |         | Partido Justicialista                          |         | Frente Justicialista Federal |
| Mercedes                                                | Julio César Gioscio R          |         | Partido Justicialista                          |         | Frente Justicialista Federal |
| Merlo                                                   | Raúl Alfredo Othacehé R        |         | Partido Justicialista                          |         | Frente Justicialista Federal |
| Monte                                                   | Laura María Giagnacovo         |         | Partido Justicialista                          |         | Frente Justicialista Federal |
| Monte Hermoso                                           | Rodolfo Marcelo Di Pascuale    |         | Partido Justicialista                          |         | Frente Justicialista Federal |
| Moreno                                                  | Mariano Federico West          |         | Partido Justicialista                          |         | Frente Justicialista Federal |
| Morón                                                   | Juan Carlos Rousselot R        |         | Partido Justicialista                          |         | Frente Justicialista Federal |
| Navarro                                                 | Marta Beatriz Teglia           |         | Partido Justicialista                          |         | Frente Justicialista Federal |
| Necochea (ver detalle)                                  | Julio Miguel Municoy           |         | Partido Justicialista                          |         | Frente Justicialista Federal |
| Nueve de Julio                                          | Jesús Abel Blanco R            |         | Partido Justicialista                          |         | Frente Justicialista Federal |
| Olavarría                                               | Helios Eseverri R              |         | Unión Cívica Radical                           |         | —                            |
| Patagones                                               | Magdaleno Edgardo Ramos        |         | Partido Justicialista                          |         | Frente Justicialista Federal |
| Pehuajó                                                 | César Fernando Peña            |         | Unión Cívica Radical                           |         | —                            |
| Pellegrini                                              | Roberto Etchegaray             |         | Unión Cívica Radical                           |         | —                            |
| Pergamino                                               | Alcides Fidel Sequeiro R       |         | Partido Justicialista                          |         | Frente Justicialista Federal |
| Pila                                                    | Néstor Silvio Chesini R        |         | Unión Cívica Radical                           |         | —                            |
| Pilar                                                   | Alberto Juan Alberini          |         | Partido Justicialista                          |         | Frente Justicialista Federal |
| Pinamar                                                 | Blas Antonio Altieri R         |         | Movimiento Unión del Partido de Pinamar        |         | Vecinalismo                  |
| Presidente Perón                                        | Oscar E. R. Rodríguez          |         | Partido Justicialista                          |         | Frente Justicialista Federal |
| Puan                                                    | Carlos Eugenio Astorga R       |         | Partido Justicialista                          |         | Frente Justicialista Federal |
| Punta Indio                                             | Luis Alberto Colabianchi       |         | Partido Justicialista                          |         | Frente Justicialista Federal |
| Quilmes                                                 | Federico Carlos Scarabino      |         | Partido Justicialista                          |         | Frente Justicialista Federal |
| Ramallo                                                 | Alejandro Pedro Ballester R    |         | Partido Justicialista                          |         | Frente Justicialista Federal |
| Rauch                                                   | Nicolás Alberto Sica R         |         | Unión Cívica Radical                           |         | —                            |
| Rivadavia                                               | Héctor Luis Trucco R           |         | Partido Justicialista                          |         | Frente Justicialista Federal |
| Rojas                                                   | Mario Gustavo Vignali R        |         | Unión Cívica Radical                           |         | —                            |
| Roque Pérez                                             | Hugo Pablo Oreja               |         | Partido Justicialista                          |         | Frente Justicialista Federal |
| Saavedra                                                | Alberto José Meiller           |         | Unión Cívica Radical                           |         | —                            |
| Saladillo                                               | Carlos Antonio Gorosito R      |         | Unión Cívica Radical                           |         | —                            |
| Salliqueló                                              | Hugo Catellani                 |         | Partido Justicialista                          |         | Frente Justicialista Federal |
| Salto                                                   | Ricardo José Alessandro        |         | Partido Justicialista                          |         | Frente Justicialista Federal |
| San Andrés de Giles                                     | Aldo Hugo Nascimbene R         |         | Unión Cívica Radical                           |         | —                            |
| San Antonio de Areco                                    | Roberto Héctor Sorchilli       |         | Partido Justicialista                          |         | Frente Justicialista Federal |
| San Cayetano                                            | Tomás Arnaldo Visciarelli R    |         | Partido Justicialista                          |         | Frente Justicialista Federal |
| San Fernando (ver detalle)                              | Gerardo Osvaldo Amieiro        |         | Partido Justicialista                          |         | Frente Justicialista Federal |
| San Isidro (ver detalle)                                | Melchor Ángel Posse R          |         | Unión Cívica Radical                           |         | —                            |
| San Miguel (ver detalle)                                | José de Luca                   |         | Partido Justicialista                          |         | Frente Justicialista Federal |
| San Nicolás                                             | Eduardo Luis Di Rocco R        |         | Partido Justicialista                          |         | Frente Justicialista Federal |
| San Pedro                                               | Julio Arturo Pangaro R         |         | Partido Justicialista                          |         | Frente Justicialista Federal |
| San Vicente                                             | Brigida Malacrida de Arcuri    |         | Partido Justicialista                          |         | Frente Justicialista Federal |
| Suipacha                                                | Juan Antonio Delfino R         |         | Partido Justicialista                          |         | Frente Justicialista Federal |
| Tandil                                                  | Julio José Zanatelli R         |         | Apertura Independiente de Tandil               |         | Vecinalismo                  |
| Tapalqué                                                | Ricardo Toribio Romera         |         | Partido Justicialista                          |         | Frente Justicialista Federal |
| Tigre (ver detalle)                                     | Ricardo José Ubieto R          |         | Acción Comunal del Partido de Tigre            |         | Vecinalismo                  |
| Tordillo                                                | Agustín Enrique Monge          |         | Partido Justicialista                          |         | Frente Justicialista Federal |
| Tornquist                                               | Gerardo Pedro Rattero R        |         | Partido Justicialista                          |         | Frente Justicialista Federal |
| Trenque Lauquen                                         | Jorge Alberto Barracchia R     |         | Unión Cívica Radical                           |         | —                            |
| Tres Arroyos                                            | Carlos Hugo Aprile             |         | Movimiento Vecinal del Partido de Tres Arroyos |         | Vecinalismo                  |
| Tres de Febrero (ver detalle)                           | Hugo Omar Curto R              |         | Partido Justicialista                          |         | Frente Justicialista Federal |
| Tres Lomas                                              | Roberto Santiago Marino        |         | Unión Cívica Radical                           |         | —                            |
| Veinticinco de Mayo                                     | Miguel Ángel Di Salvo R        |         | Partido Justicialista                          |         | Frente Justicialista Federal |
| Vicente López (ver detalle)                             | Enrique García R               |         | Unión Cívica Radical                           |         | —                            |
| Villa Gesell                                            | Héctor Luis Baldo              |         | Unión Cívica Radical                           |         | —                            |
| Villarino                                               | Amadeo Augusto Stefanelli R    |         | Partido Justicialista                          |         | Frente Justicialista Federal |
| Zárate (ver detalle)                                    | Oscar Felipe Morano            |         | Partido Justicialista                          |         | Frente Justicialista Federal |
| R: Reelecto                                             |                                |         |                                                |         |                              |
| Fuente: Junta Electoral de la Provincia de Buenos Aires |                                |         |                                                |         |                              |